# Giustina (moneta)
Giustina è il nome di diverse monete d'argento, che furono fatte emettere dal doge Alvise I Mocenigo nel 1572 per il primo anniversario della battaglia di Lepanto, che era caduta il 7 ottobre dell'anno precedente, giorno di santa Giustina. Al dritto mostrava il doge inginocchiato che riceve la bandiera da San Marco ed al rovescio l'immagine della Santa. Furono coniati diversi tagli tra cui da 40, 80, 124 e 160 soldi. La santa era raffigurata stante, di fronte, con il petto trafitto da un pugnale; nella mano destra un ramo di palma e nella sinistra un libro. In alcune emissioni un leone accovacciato in esergo.
- Giustina maggiore: era il nome usato per la moneta da 8 lire veneziane o 160 soldi. Fu coniata la prima volta sotto Nicolò Da Ponte con un decreto del 1678.[1] reca al rovescio la legenda MEMOR ERO TVI IVSTINA VIRGO[2]. Reca in esergo il valore (160). Pesava 36,3880 grammi con un titolo di 948‰. In un tariffario del 1786 è valutata 11 lire ed è anche detta ducatone.[1]

- Giustina minore, detta anche Giustina delle galere, era la moneta d'argento dal valore di 6 lire venete e 4 soldi (124 soldi) coniata sotto Pasquale Cicogna. Era detta anche "giustina delle galere" perché la santa era rappresentata tra due galere.[1]